# 우 (춘추, 邘)
우(邘)는 중국 서주의 제후국이다. 우(于)라고도 하며, 서주 시기에 건국되어 춘추 시대까지 존속한 소제후국이다. 임금의 성씨는 희성(姬姓)이고, 서주 무왕의 아들인 우숙(邘叔)을 분봉한 것에서 시작되었다. 지금의 허난성 친양 시 서북쪽 15km 떨어져 있는 위타이(邘邰) 촌에 위치했으며, 진나라에게 멸망당했다.